# Curtea Securității Statului
Curtea Securității Statului este o instituție judiciară din Iordania. Aceasta tratează cazurile privind securitatea statului, dar și infracțiunile de droguri și alte tipuri de cazuri. Pârâții din instanță pot fi atât personal militar, cât și civili.
Curtea s-a confruntat cu critici pentru lipsa de independență față de executiv, pentru procese nedrepte și pentru inculparea unor civili, deși aceasta este o instanță militarizată.

## Istorie
Curtea Securității Statului a derivat din instanțele militare din perioada în care în Iordania era decretată legea marțială.
În septembrie 2011, regele Abdullah al II-lea al Iordaniei a limitat posibilitățile Curții de a judeca asupra civililor. Există doar patru tipuri de infracțiuni asupra cărora Curtea trebuie să aibă competență: înaltă trădare, spionaj, terorism și trafic de droguri. Modificările aduse legii urmau să intre în vigoare în trei ani. Parlamentul Iordaniei a votat împotriva propunerilor de înlăturare a tuturor jurisdicțiilor asupra civililor în instanță.

## Procesul legal
Judecătorii Curții Securității Statului sunt atât civili, cât și militari. Instanța poate să se pronunțe în cazuri împotriva militarilor și civililor.
Competența instanței se află atât în securitatea externă, cât și în cea internă, în privința infracțiunilor cu droguri și a altor infracțiuni. Cazurile Curții de Securitate a Statului sunt, în principiu, deschise publicului, cu excepția cazului în care instanța decide altfel.
Legea presei și a publicării modificată în martie 2010 interzice jurnaliștilor să fie sesizați la Curtea Securității Statului în cazurile referitoare la libertatea de exprimare sau a discursului.
Deciziile instanței pot fi atacate în fața Înaltei Curți.

## Critici
Human Rights Watch a criticat lipsa de independență a Curții Securității Statului față de executiv, întrucât primul ministru numește judecătorii instanței. De asemenea, a criticat includerea infracțiunilor legate de vorbirea pașnică. Critica a fost făcută după ce protestele din Iordania, din 2012, au condus la reținerea deținuților și aducerea lor în fața instanței.
Amnesty International a criticat Curtea Securității Statului pentru judecarea nedreaptă a unora dintre cazuri.
Biroul Democrației, Drepturilor Omului și a Muncii din cadrul Departamentului de Stat al Statelor Unite, în raportul său privind drepturile omului din 2010 din Iordania, a menționat că avocații ajung doar să își întâlnească clienții cu puțin timp înainte de începerea cauzei judecătorești.
Comitetul pentru drepturile omului al Organizației Națiunilor Unite a recomandat eliminarea Curții Securității Statului din Iordania.